# Ely Galleani
Ely Galleani, all'anagrafe Federica Eleonora Maria Luigi de Galleani (Alassio, 24 aprile 1953), è un'attrice italiana.

## Biografia
Di origini ucraine per parte di madre, è stata attiva in particolare negli anni settanta in film di genere poliziesco o della commedia erotica all'italiana.
Sorellastra dell'attrice Halina Zalewska, morta prematuramente nel 1976 in un incendio, ha avuto anche interessi in campo editoriale, pubblicando un e-book per l'editore Simonelli.
È stata accreditata anche con gli pseudonimi Ely de Galleani, Elly De Galeani, Edy Gall e Justine Gall.

## Vita privata
Nel 1972 si è sposata con il regista Carlo Vanzina (da cui si è poi separata nel 1980) e si è ritirata dalle scene.

## Filmografia

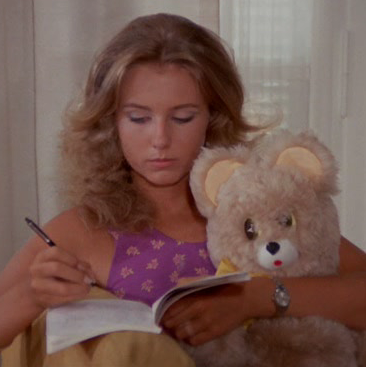
Ely Galleani in In nome del popolo italiano (1971)

### Cinema
- Quella piccola differenza, regia di Duccio Tessari (1969)
- 5 bambole per la luna d'agosto, regia di Mario Bava (1970)
- Una lucertola con la pelle di donna, regia di Lucio Fulci (1971)
- Il prete sposato, regia di Marco Vicario (1971)
- Roma bene, regia di Carlo Lizzani (1971)
- In nome del popolo italiano, regia di Dino Risi (1971)
- Jus primae noctis, regia di Pasquale Festa Campanile (1972)
- La polizia incrimina, la legge assolve, regia di Enzo G. Castellari (1973)
- Senza ragione, regia di Silvio Narizzano (1973)
- Baba Yaga, regia di Corrado Farina (1973)
- Sedici anni, regia di Tiziano Longo (1973)
- Sono stato io!, regia di Alberto Lattuada (1973)
- Il sorriso del grande tentatore, regia di Damiano Damiani (1974)
- La prova d'amore, regia di Tiziano Longo (1974)
- Mark il poliziotto spara per primo, regia di Stelvio Massi (1975)
- La dottoressa sotto il lenzuolo, regia di Gianni Martucci (1976)
- ...E la notte si tinse di sangue (Die Hinrichtung), regia di Denis Héroux (1976)
- Emanuelle nera - Orient Reportage, regia di Joe D'Amato (1976)
- Il genio (Le grand escogriffe), regia di Claude Pinoteau (1976)
- Una donna chiamata Apache, regia di Mario Gariazzo (1976)
- Operazione Kappa: sparate a vista, regia di Luigi Petrini (1977)
- Casotto, regia di Sergio Citti (1977) (non accreditata)
- Nero veneziano, regia di Ugo Liberatore (1978)
- La via della prostituzione, regia di Joe D'Amato (1978)
- I grossi bestioni, regia di Jean-Marie Pallardy (1978)
- Cugine mie, regia di Marcello Avallone (1978)
- Le déchaînement pervers de Manuela, regia di Joe D'Amato (1983)

### Televisione
- Ritratto di donna velata, regia di Flaminio Bollini – film TV (1975)
- Sam & Sally – serie TV, episodio 1x01 (1978)

## Doppiatrici
- Serena Verdirosi in 5 bambole per la luna d'agosto, Una lucertola con la pelle di donna, Mark il poliziotto spara per primo
- Ludovica Modugno in In nome del popolo italiano
- Isabella Pasanisi in La dottoressa sotto il lenzuolo
- Paila Pavese in La via della prostituzione